# 米良電機産業
米良電機産業株式会社（めらでんきさんぎょう）は宮崎県宮崎市に本社を置き、九州を中心に営業する日本の株式会社。

## 概要
米良企業グループの中核企業であり、電気、電設、設備、工事資材の総合販売を行う。売上高94億5千万円、純利益4千万円（2021年帝国データバンク）。

## 沿革
- 1952年 - 現会長の米良充次が宮崎市橘通に米良充次個人商店として電材卸業を創業。
- 1972年 - 有限会社米良電気店を米良電機産業株式会社に組織変更。
- 1996年 - 米良充次が勲五等双光旭日章受賞[注釈 2]。
- 2010年 - 代表取締役社長の米良充典が、宮崎商工会議所会頭及び宮崎県商工会議所連合会会頭に就任。
- 2017年 - 宮崎大学木花キャンパス内に未来のための自立型人材育成を目指す「地域デザイン棟」を寄贈。米良充典がみやざき観光コンベンション協会会長に就任。